# Nea Smyrnī
Nea Smyrnī (in greco Νέα Σμύρνη?, traslitterato anche Nea Smirni) è un comune della Grecia. È un sobborgo meridionale di Atene. Al censimento del 2011, contava 73 076 abitanti. Prende il nome dall'antica città greca di Smirne (oggi in Turchia), da dove arrivarono molti rifugiati che si stabilirono nella zona di Nea Smyrnī in seguito alla catastrofe dell'Asia Minore e all'incendio di Smirne nel 1922, a causa della guerra greco-turca.

## Storia
Sebbene non ci siano molti descrizioni sulla storia antica della zona, nel 2012, durante i lavori, sono state rinvenute tombe antiche sul lato della strada Agias Sofias. Il modo specifico di seppellire è noto come "sepoltura sul ciglio della strada". Questi antichi reperti sono già stati svelati dalle autorità pubbliche e possono essere visitati.
Nea Smyrnī iniziò ad essere abitata all'inizio del XX secolo. Fino a quel momento, non esisteva un centro abitato. All'epoca era intersecato da un viale che collegava Atene e Falero, l'antico porto della città.
Dopo il disastro in Asia Minore, il governo decise di costruire un insediamento nella zona per i rifugiati di Smirne. La costruzione di questo insediamento iniziò nel 1926. Nel 1928, la popolazione era di soli 210 abitanti. Nel 1933, la zona si trasformò in una vera e propria città con una popolazione di 6 500 abitanti. Nel 1940 c'erano 15 000 abitanti. Nel 1944, con la fine della guerra, Nea Smyrnī divenne un comune.
Nea Smyrnī fu il teatro di numerosi scontri tra le forze dell'esercito britannico e l'ELAS durante la cosiddetta Dekemvriana del 1944.
Dopo la guerra civile greca, Nea Smyrnī fu incorporata ad Atene.

## Amministrazione

### Gemellaggi
- Sisian, dal 2004

## Sport
In città ha sede la polisportiva del Paniōnios, attiva, tra gli altri sport, nel calcio, pallacanestro, pallanuoto e atletica leggera.